# Mark L. Lester
Mark L. Lester, född 26 november 1946 i Cleveland, Ohio, är en amerikansk manusförfattare, filmproducent och regissör som främst arbetat med actionfilmer.

## Filmografi i urval
- 1984 – Eldfödd
- 1985 – Commando
- 1991 – Showdown in Little Tokyo